# Пурешок
Пурешок (устар. Пурех) — река в России, протекает по территории Пестяковского района Ивановской области. Устье реки находится в 21 км по левому берегу реки Ландех. Длина реки — 24 км, площадь водосборного бассейна — 161 км².
Река начинается у деревни Семёново в 3 км к востоку от посёлка Пестяки. Течёт на запад, протекает по южной окраине Пестяков, где на нём организованы две запруды. Ниже на берегах реки несколько деревень. Впадает в Ландех в 3 км к северо-востоку от посёлка Нижний Ландех.

## Данные водного реестра
По данным государственного водного реестра России относится к Окскому бассейновому округу, водохозяйственный участок реки — Клязьма от города Ковров и до устья, без реки Уводь, речной подбассейн реки — бассейны притоков Оки от Мокши до впадения в Волгу. Речной бассейн реки — Ока.
Код объекта в государственном водном реестре — 09010301112110000033846.